# Manuel Luna
Manuel Luna (Badoc, 30 juni 1856 - Agoo, 15 juli 1883) was een Filipijns violist en dirigent. Hij was de oudere broer van schilder Juan Luna, senator Joaquin Luna en generaal Antonio Luna.

## Biografie
Manuel Luna werd geboren op 30 juni 1856 in Badoc in de Filipijnse provincie Ilocos Norte. Hij was de tweede van zeven kinderen van Joaquin Luna de San Pedro en Laureana Novicio y Ancheta, beiden van Ilocano afkomst. Luna werd op 5-jarige leeftijd naar de Filipijnse hoofdstad Manilla gezonden voor een opleiding. Hij studeerde aan de Ateneo de Manila en voltooide in 1877 een opleiding aan de Spaanse Nautische School. Daarnaast leerde hij vioolspelen. 
Na zijn opleiding aan de Nautische School vertrok Luna naar Europa, waar hij verder studeerde aan het conservatorium van Madrid. Na het voltooien van deze opleiding verfijnde hij in Italië en Frankrijk zijn vioolspel verder. In 1879 keerde hij terug in de Filipijnen. Daar speelde hij als violist in concerten in het Variedades Theater en werd hij door muziekcritici van zijn tijd beschreven als een briljant violist, met een unieke eigen stijl. Naast zijn optredens als violist was hij tevens een gekend dirigent. Zo dirigeerde hij onder meer het Manila Cathedral Orchestra. 
Luna overleed in in 1883 op 26-jarige leeftijd aan de gevolgen van een acute ziekte tijdens een bezoek aan zijn ouders in Agoo in de provincie La Union. 